# Actinopus trinotatus
Actinopus trinotatus är en spindelart som beskrevs av Cândido Firmino de Mello-Leitão 1938. 
Actinopus trinotatus ingår i släktet Actinopus och familjen Actinopodidae. Inga underarter finns listade i Catalogue of Life.